# Itiruçu
Itiruçu là một đô thị thuộc bang Bahia, Brasil. Đô thị này có diện tích 302,926 km², dân số năm 2007 là 15541 người, mật độ 51,3 người/km².